# 薩拉塔河

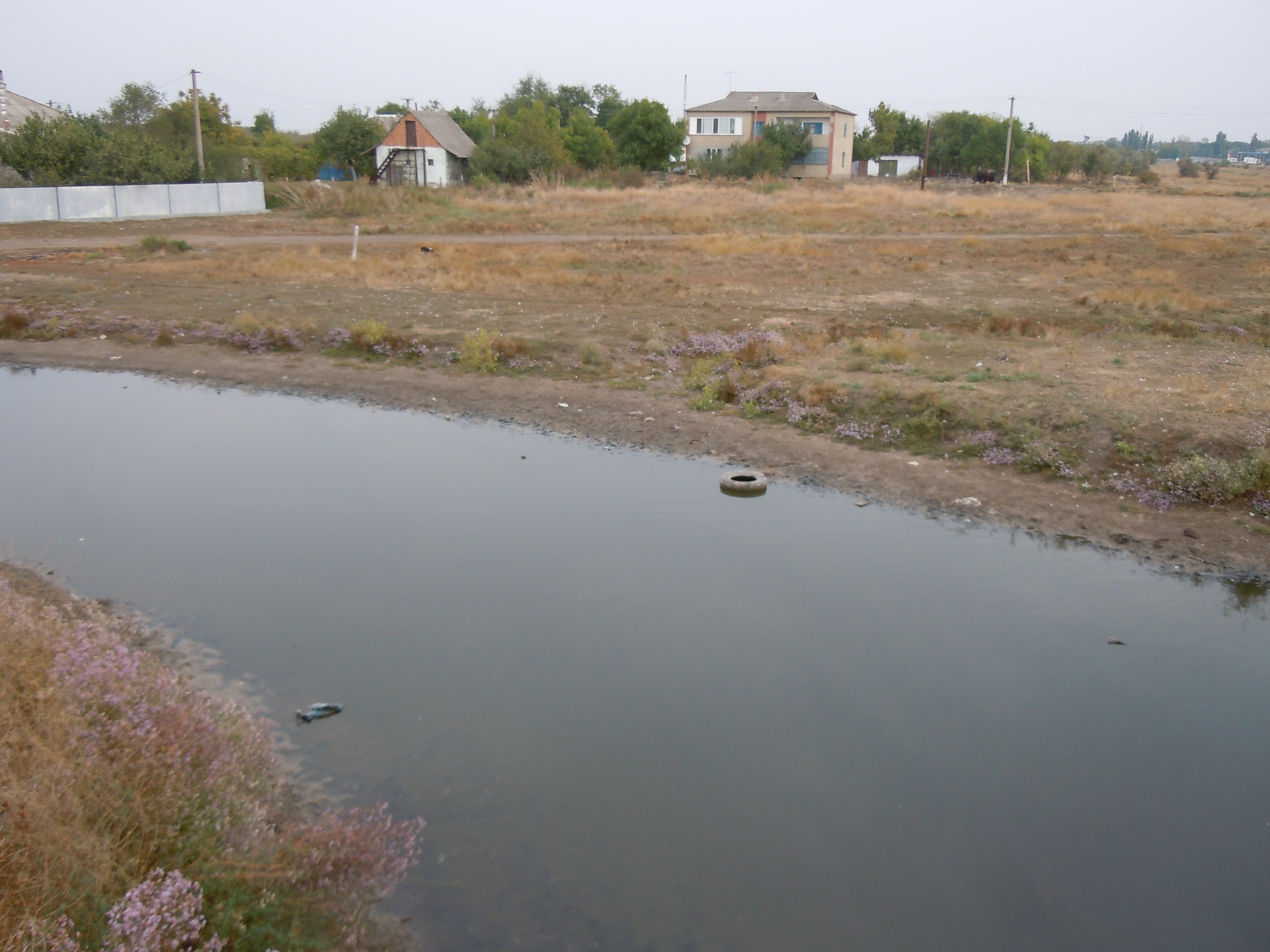

薩拉塔河（烏克蘭語：Сарата），是東歐的河流，流經摩爾多瓦和烏克蘭，最終注入薩西克潟湖，河道全長120公里，流域面積1,250平方公里，河畔城鎮有薩拉塔。